# Édouard Artigas
Édouard José Artigas (Párizs 10. kerülete, 1906. február 26. – Antibes, 2001. február 25.) olimpiai és világbajnok francia párbajtőrvívó.